# Шолнерка
Шолнерка, Шолонерка — река в России, протекает по Сернурскому району Республике Марий Эл. Устье реки находится в 34 км от устья реки Лаж по левому берегу. Длина реки составляет 10 км.
Исток реки у деревни Мари-Шолнер в 7 км к северу от посёлка Сернур. Река течёт на северо-восток, протекает деревни Обронино, Лоскутово, Скулкино. Впадает в Лаж близ границы с Кировской областью.

## Данные водного реестра
По данным государственного водного реестра России относится к Камскому бассейновому округу, водохозяйственный участок реки — Вятка от города Котельнич до водомерного поста посёлка городского типа Аркуль, речной подбассейн реки — Вятка. Речной бассейн реки — Кама.
Код объекта в государственном водном реестре — 10010300412111100037457.